# توصيل طلبات الطعام
توصيل طلبات الطعام: توصيل الطعام بالتجزئة هو خدمة بريد سريع يوصل فيها المطعم، أو متجر، أو شركة توصيل طعام مستقلة الطعام للعميل. يُقدم الطلب عادةً إما من خلال موقع الويب الخاص بالمطعم، أو البقالة، أو تطبيق الهاتف المحمول، أو من خلال شركة طلب الطعام. يمكن أن تشمل العناصر المسلمة المقبلات، أو الأطباق الجانبية، أو المشروبات، أو الحلويات، أو أصناف الخضراوات وتسلم عادةً في صناديق أو أكياس. عادةً يقود الشخص المسؤول عن التوصيل سيارة، ولكن في المدن الكبرى حيث تكون المنازل والمطاعم قريبة من بعضها البعض قد يستخدمون الدراجات أو الدراجات البخارية الآلية. مؤخراً، استخدمت المركبات المستقلة أيضًا لإكمال عمليات التسليم.

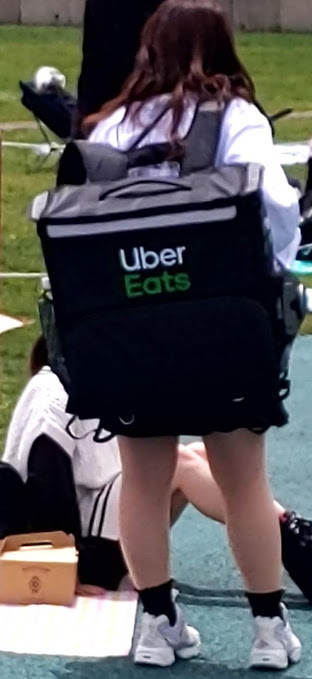
أوبر إيتس شخص التوصيل سيرًا على الأقدام

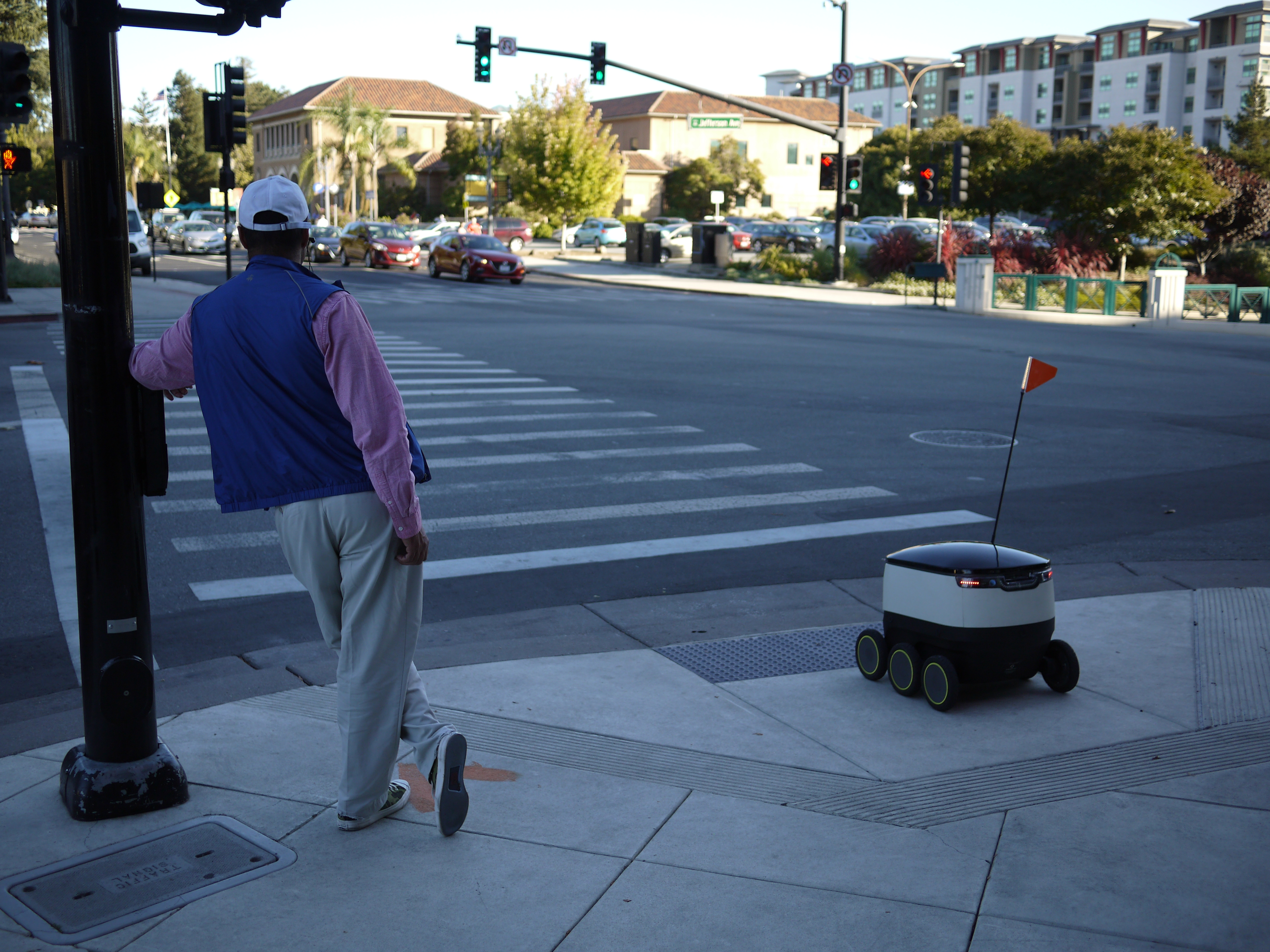
رجل وروبوت توصيل تكنولوجيا السفينة الفضائية ينتظران عند معبر للمشاة في مدينة ريدوود، كاليفورنيا

يمكن للعملاء اعتماداً على شركة التوصيل اختيار الدفع عبر الإنترنت أو شخصياً، أو نقداً أو بالبطاقة. غالباً تفرض رسوم توصيل بسعر ثابت على ما اشتراه العميل. أحياناً لا تفرض رسوم توصيل حسب الحالة. غالبًا تكون النصائح مألوفة لخدمة توصيل الطعام. قد يكون التوصيل بدون تلامس خياراً أيضاً. تشمل الجوانب الأخرى لتوصيل الطعام تقديم الطعام وتوصيل خدمات الطعام بالجملة للمطاعم والكافيتريات ومرافق الرعاية الصحية ومتعهدي تقديم الطعام من قبل موزعي خدمات الطعام.

## تاريخ
كانت خدمة توصيل الطعام الأولى لناينغميون (المعكرونة الباردة) في كوريا، المسجلة عام 1768. كما تم تسليم هايجانغ غوك (حساء الجوك) إلى يانغبان في القرن التاسع عشر. ظهرت أيضاً إعلانات توصيل الطعام وتقديم الطعام في الجريدة عام 1906.

## توصيل الوجبات
خدمة توصيل الوجبات (MDS) هي خدمة ترسل للعملاء وجبات جاهزة طازجة أو مجمدة تصل إلى منازلهم ومكاتبهم.
تقدم هذه الخدمات بشكل فردي حزم وجبات مقسمة مسبقًا للمساعدة في اتباع نظام غذائي صحي. هذه الخدمات تطبخ وتعد وجبات للزبائن. وقد تأتي الوجبات في حاويات صغيرة من علب الطعام وغالبا تُميز بمعلومات غذائية. هناك أيضاً العديد من الخيارات لأنواع حمية معينة مثل النباتي والخضري. غالباً تعمل هذه الخدمات على نموذج أعمال الاشتراك بدلاً من الطلب الفردي كما هو الحال في توصيل البيتزا أو مع الفئة الأوسع لطلب الطعام عبر الإنترنت.
هناك نوع بديل من خدمة توصيل الوجبات هو مجموعة الوجبات، التي توزع المكونات والوصفات التي يعدها العملاء بأنفسهم.
عادةً تكون طلبات توصيل الوجبات عند الطلب، ويقصد تناولها على الفور، وتشمل الطعام الساخن الجاهز بالفعل. في حين أن بعض مقدمي الخدمة يقدمون خدمات الاشتراك، فإن طلب التسليم عادةً يتضمن الاتصال بمطعم أو سلسلة محلية عبر الهاتف أو عبر الإنترنت. يتوفر الطلب على الإنترنت في العديد من البلدان، حيث تقدم بعض المتاجر قوائم الطلبات عبر الإنترنت. منذ عام 1995، تمتلك شركات مثل Waiter.com واجهات خاصة بها حيث يطلب الزبائن الطعام من المطاعم المجاورة التي شاركتها في الخدمة. يتطلب توصيل الوجبات تقنية وعناية خاصة، حيث طُهِي وأُعِد الطعام بالفعل، ويمكن أن يتلف بسهولة إذا أُسقِط، أو أُميل، أو تُرِك لفترات طويلة من الزمن. غالبًا تُستخدم الأكياس الساخنة للحفاظ على دفء الطعام. إنها أكياس حرارية، تصنع عادةً من الفينيل، أو النايلون، أو الكوردورا، والتي تحتفظ بالحرارة بشكل سلبي. في مومباي، يقدم داباوالاس مئات الآلاف من وجبات الغداء (تيفين) للمشتركين الذين يدفعون كل يوم عمل من خلال نظام من وصلات السكك الحديدية والدراجات. تُرسل وجبات الغداء في ناقلات تيفين، وتُعد في وقت متأخر من الصباح إما من مطعم أو أحد أفراد الأسرة (عادةً زوجة للزوج العامل، حيث لا تزال العديد من العائلات تتبع الأدوار التقليدية غير المتماثلة للجنسين). ثم يعود التيفين إما بعد الظهر أو في اليوم التالي بالنظام نفسه. في الفلبين، الوجبات الأكثر شيوعًا تُوصل من سلاسل الوجبات السريعة مثل جوليبي، وماكدونالدز، وبيتزا هت، وشاكي، وكنتاكي، الخ. تُنفذ الطلبات مواقع التوصيل، أو تطبيقات الجوال، أو الهاتف. عادةً يستغرق وقت التوصيل حوالي 30 إلى 45 دقيقة. في الصين، يضع مستهلكون طلبات توصيل الطعام بشكل أساسي عبر تطبيقات الهواتف الذكية، مع اقتراب عدد المستخدمين من 500 مليون شخص اعتباراً من عام 2020. من المتوقع أن يتجاوز حجم المعاملات لسوق توصيل الطعام الصيني في النهاية 129.17 مليار دولار أمريكي، بزيادة قدرها 14.8٪ سنوياً.

## توصيل المكونات
تعمل مخططات الزراعة المدعومة من المجتمع على نموذج صندوق الاشتراك، حيث يتم تسليم صندوق من الخضار، أو منتجات الألبان، أو الأسماك، أو اللحوم دورياً من بائع محلي. بدأت خدمات الاشتراك المختلفة لتوصيل أطقم الوجبات في أوروبا وأمريكا الشمالية منذ عام 2007. وعادةً تحتوي هذه المنتجات على مكونات مسبقة القياس مصممة للوصفات المصاحبة.